# Viscount Combermere

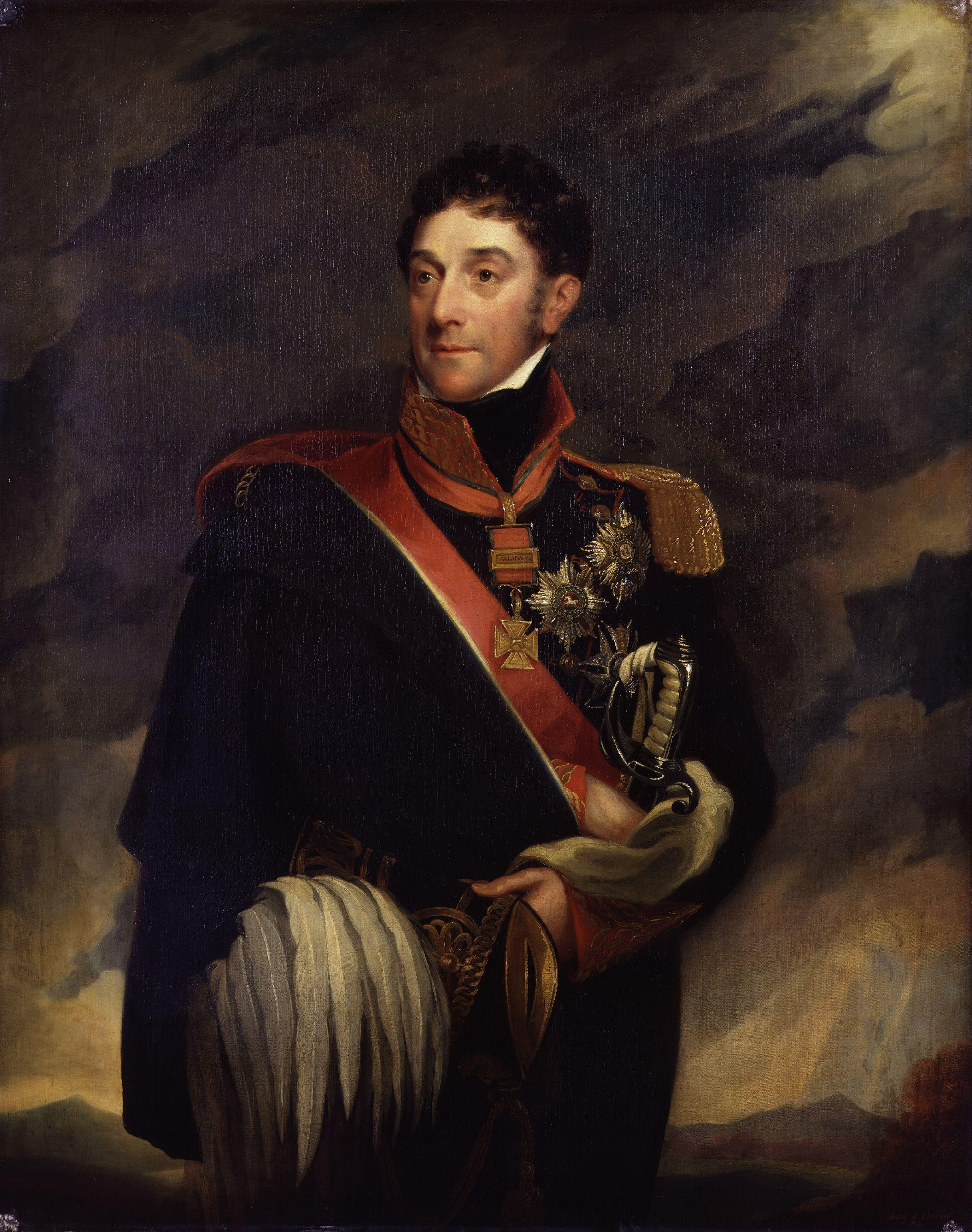
Stapleton Cotton, 1. Viscount Combermere

Viscount Combermere, of Bhurtpore in the East Indies and of Combermere in the County Palatine of Chester, ist ein erblicher britischer Adelstitel in der Peerage of the United Kingdom.

## Verleihung und nachgeordnete Titel
Der Titel wurde am 8. Februar 1827 für den Militär und ehemaligen Unterhausabgeordneten Stapleton Cotton, 1. Baron Combermere geschaffen. Die Verleihung geschah in Anerkennung des Sieges bei der Belagerung der indischen Stadt Bhurtpore (9. Dezember 1825 – 18. Januar 1826).
Bereits am 17. Mai 1814 war ihm der fortan nachgeordnete Titel Baron Combermere, of Combermere in the County Palatine of Chester, verliehen worden.
Familiensitz der Viscounts war bis 1919 Combermere Abbey im Süden von Cheshire.

## Liste der Viscounts Combermere (1827)
- Stapleton Cotton, 1. Viscount Combermere (1773–1865)
- Wellington Stapleton-Cotton, 2. Viscount Combermere (1818–1891)
- Robert Stapleton-Cotton, 3. Viscount Combermere (1845–1898)
- Francis Stapleton-Cotton, 4. Viscount Combermere (1887–1969)
- Michael Stapleton-Cotton, 5. Viscount Combermere (1929–2000)
- Thomas Stapleton-Cotton, 6. Viscount Combermere (* 1969)

Voraussichtlicher Titelerbe (Heir apparent) ist der Sohn des aktuellen Titelinhabers Hon. Laszlo Stapleton-Cotton (* 2010).